# St George the Martyr Southwark

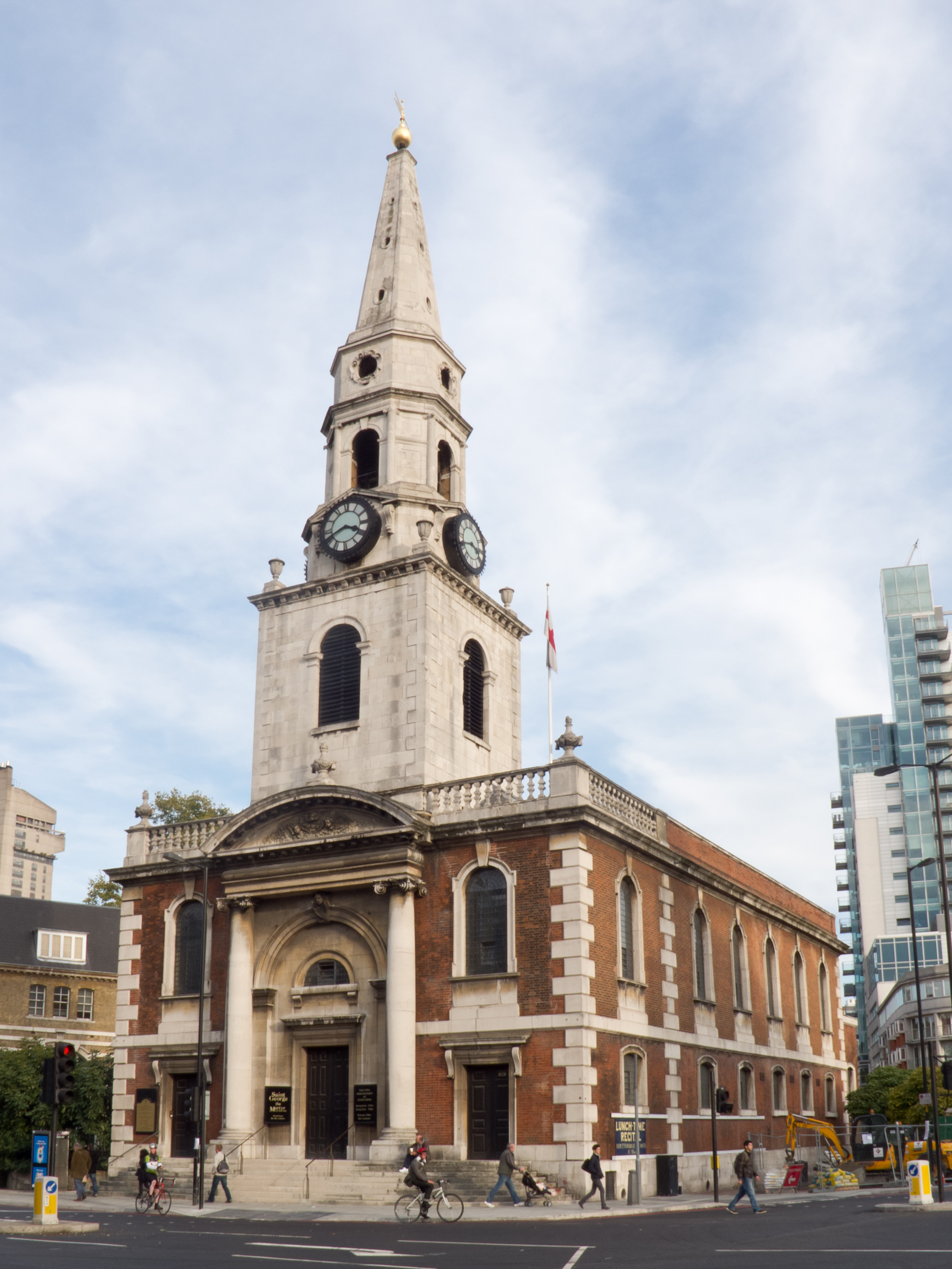
Kirche St. George the Martyr

Die anglikanische Kirche St George the Martyr liegt im historischen Bezirk Borough im Süden Londons, im heutigen London Borough of Southwark an der Borough High Street an der Kreuzung mit der Long Lane, der Marshalsea Road und der Tabard Street.

## Geschichte
Den ersten Aufzeichnungen über die nach dem Heiligen Georg benannte Kirche, den Annalen der Bermondsey Abbey zufolge wurde die Kirche von Thomas de Ardern und dessen Sohn Thomas im Jahr 1122 gestiftet. Das Datum entspricht der Belagerung von Akkon, bei der englische Kreuzritter den Heiligen Georg als Patron annahmen, die Widmung der Kirche geht wohl auf die Beteiligung der Arderns am Kreuzzug zurück. Die Stiftung schließt Abgaben des Zehnts von ihren Gütern in Horndon in Essex ein sowie „land of London Bridge returning five solidos“ ein. Den Aufzeichnungen zufolge handelt es sich bei dieser Kirche zudem um die erste und älteste dem Heiligen Georg gewidmete Kirche auf dem Gebiet des heutigen London, die der Annahme des Heiligen durch Edward III. als Patron des Hosenbandordens über 200 Jahre später deutlich zuvorgeht. Außerdem handelt es sich um den ältesten Bezug auf Gebiete der London Bridge.
Bei seiner Rückkehr aus der Schlacht von Azincourt im Jahr 1415 hießen die Aldermen Londons Henry V. auf den Stufen der Kirche willkommen. Als Teil der Feierlichkeiten wurde das „Lied von Azincourt“ (Agincourt Carol) in Auftrag gegeben. Erst in dieser Schlacht wurde erstmals das rote Georgskreuz als Standarte verwendet. Im gleichen Jahr wurde der Heilige Georg als Patron Englands benannt.

### Lage
Der Westturm dominiert den Blick der Borough High Street entlang sowohl vom Norden als auch vom Süden, da die Straße an dieser Stelle in einer Kurve verläuft und auf die Great Dover Street trifft. Ursprünglich führte eine deutlich engere Church Street von der Kirche südlich in die Kent Street (die heute den Namen Tabard Street trägt), die den alten Weg nach Dover darstellte. Aufgrund des großen Verkehrsaufkommens wurde parallel die Great Dover Street parallel zur Kent Street zugleich mit den Ausbauten der neuen Westminster Bridge und der London Bridge im Jahr 1750. Die Tabard Street wurde in der Folge über den Kirchhof zur Nordseite der Kirche fortgeführt, so dass die Kirche in eine Insellage kam.

### Wiederaufbauten
Es wird angenommen, dass die heutige Kirche die dritte Kirche an diesem Standort ist. Ursprünglich fand sich hier eine normannische Kirche unbekannter Erscheinungsform. Sie wurde am Ende des 14. Jahrhunderts durch eine Kirche mit einem Glockenturm ersetzt, welche erstmals im Plan des Anton van den Wyngaerde der Stadt London erscheint, der eine Zeichnung der Kirche beinhaltet, die sich allerdings nicht ganz an der richtigen Position befindet. Die Kirche findet sich auch auf dem Stich William Hogarths vom Southwark Fair von 1733, ein Jahr bevor sie zerstört wurde. Die Kirche wurde zwischen 1734 und 1736 im klassischen Stil nach dem Design John Prices neu errichtet, teilweise finanziert mit 6.000 Pfund aus der Kommission zum Bau von fünfzig neuen Kirchen. Der Wiederaufbau wurde durch die City Livery Companies und die Bridge House Estates unterstützt, ihre Wappen schmücken die Decke des Kirchenschiffes sowie die Kirchenfenster.
Die Struktur der Kirche aus rotem Ziegel und Portlandgestein weist bis heute deutliche Setzungsschäden auf, im Jahr 2000 wurde das Hauptschiff der Kirche für unsicher erklärt, weshalb nur noch die übrigen Kirchenteile genutzt werden konnten. Im September 2005 erhielt die Kirche St. George the Martyr Mittel aus dem Heritage Lottery Fund für Reparaturen und Renovierungen, die die vollständige Stabilisierung des Gebäudes sowie die Absenkung des Bodenniveaus in der Krypta beinhalteten, die zusätzlichen Raum schufen. Eine große Anzahl Särge aus georgianischer Zeit wurde aus der Krypta für die Arbeiten entfernt. Archäologische Untersuchungen des Grundes unter der Kirche führten weitere mittelalterliche und römische Strukturen zutage. Die Zerstörung einiger archäologischer Funde vor der vollständigen Ausgrabung führte zu größeren Kontroversen.
Zwischen September 2005 und März 2007 wurde die Kirche für Renovierungsarbeiten vollständig geschlossen. In dieser Zeit wurden die Gottesdienste in der nahegelegenen Kapelle des Guy’s Hospital fortgeführt. Die neue „Krypta“, tatsächlich eine Halle, die durch die Stabilisierungsarbeiten geschaffen wurde, ergab einen neuen wichtigen Konferenzraum für das zentrale London.
Die Gottesdienste in St. Georges begannen wieder am Palmsonntag am 1. April 2007. Der heute zuständige Gemeindepriester ist Rev Ray Andrews.

## Orgel
Die Orgel wurde 1958 erbaut. 1964 führte die Orgelbaufirma Hill, Norman & Beard eine umfassende Neuintonation durch. 2010 wurde das Instrument durch die Orgelbaufirma B.C. Shepherd & Sons (Edgware) in technischer Hinsicht überarbeitet. Die Orgel hat 26 Register auf zwei Manualen und Pedal. Die Trakturen sind elektropneumatisch.
| I Great C–g3       |       |
| Open Diapason No.1 | 8′    |
| Open Diapason No.2 | 8′    |
| Stopped Diapason   | 8′    |
| Principal          | 4′    |
| Flute              | 4′    |
| Fifteenth          | 2′    |
| Larigot            | 1 ⁄3′ |
| Mixture III        |       |
| Trumpet            | 8′    |
| Clarinet           | 8′    |

| II Swell C–g3    |     |
| Double Diapason  | 16′ |
| Open Diapason    | 8′  |
| Stopped Diapason | 8′  |
| Gamba            | 8′  |
| Principal        | 4′  |
| Lieblich Flute   | 4′  |
| Piccolo          | 2′  |
| Rauschquint II   |     |
| Horn             | 8′  |
| Oboe             | 8′  |
| Tremulant        |     |

| Pedal C–f1    |     |
| Open Diapason | 16′ |
| Bourdon       | 16′ |
| Principal     | 8′  |
| Bass Flute    | 8′  |
| Fifteenth     | 4′  |
| Octave Flute  | 4′  |

## Trivia
Charles Dickens’ Vater war im Schuldgefängnis Marshalsea inhaftiert, dessen verbliebene Mauer sich an der Nordseite des Kirchhofes findet. Dickens selbst lebte in unmittelbarer Nachbarschaft in der Lant Street in einem Haus, das zur Vestry Clerk von St. Georg gehörte. Es handelte sich dabei um die dunkelste Periode seines Lebens, in der er als Teenager, während der Haft seines Vaters, in der 'blacking factory' arbeiten musste. Später ließ er verschiedene Szenen des Romans Little Dorrit in und um die St. Georgskirche spielen. Eine kurze Darstellung von Little Dorrit findet sich im Ostfenster der Kirche.
Heute ist die Kirche eine anerkannte Kirche der City of London Company of Parish Clerks und eine Gildekirche des Guildable Manor. Seit 2008 findet die jährliche Quit Rents-Zeremonie vor den Queen’s Remembrancer hier statt.
Die St. Georgskirche ist eine der wenigen Kirchen in London, in denen zwei Reliefe des Wappens des Vereinigten Königreichs zu sehen sind.